# 三重県の灯台一覧
三重県の灯台一覧（みえけんのとうだいいちらん）は、三重県にある灯台及び、照射灯、浮標灯などをまとめた一覧である。

## 灯台
- ウタガ鼻灯台 三重県北牟婁郡紀北町（ウタガ鼻）
- コスギ鼻灯台 三重県尾鷲市（コスギ鼻）
- 安乗埼灯台 三重県志摩市（安乗埼）
- 引本港大石灯台 三重県引本港（大石）
- 賀田大埼灯台 三重県尾鷲市（コスギ鼻灯台の西南西方約1.1キロメートル）
- 鎧埼灯台 三重県鳥羽市（鎧埼）
- 間鼻島灯台 三重県度会郡南伊勢町（間鼻島）
- 吉津灯台 三重県度会郡南伊勢町（与崎ノ鼻）
- 錦灯台 三重県度会郡大紀町（フジ鼻）
- 九木港沓埼灯台 三重県尾鷲市（沓埼）
- 桑名港灯台 三重県桑名港（揖斐川導流堤基部）
- 見江島灯台 三重県度会郡南伊勢町（見江島）
- 古江港灯台 三重県尾鷲市（古江港岸壁）
- 古和浦灯台 三重県度会郡南伊勢町（矢先ノ鼻）
- 五ヶ所浦灯台 三重県五ヶ所港（五ヶ所浦）
- 五ケ所港大島灯台 三重県五ケ所港内（間鼻島灯台の南西方約1.9キロメートル）
- 御座埼灯台 三重県志摩市（御座埼）
- 三木埼灯台 三重県尾鷲市（三木埼）
- 深谷港九木けい船護岸灯台 三重県志摩市（深谷港九木けい船護岸）
- 深谷水道南口灯台 三重県志摩市（深谷水道南口）
- 深谷水道北口灯台 三重県志摩市（深谷水道北口）
- 神前灯台 三重県伊勢市（神前）
- 神島灯台 三重県鳥羽市（神島北東端）
- 須賀利港灯台 三重県尾鷲市（尾南曽鼻灯台の北北西方約2.1キロメートル）
- 菅島灯台 三重県鳥羽市（菅島北東端）
- 石鏡灯台 三重県鳥羽市（石鏡）
- 早田タマナワ鼻灯台 三重県尾鷲市早田町（タマナワ鼻）
- 早田港口タマナワ鼻灯台 三重県尾鷲市早田町（クマナワ鼻）
- 大王埼灯台 三重県志摩市（大王埼）
- 大鼻灯台 三重県志摩市（大鼻）
- 猪ノ鼻灯台 三重県熊野市（猪ノ鼻）
- 長島港大石灯台 三重県長島港（大石）
- 長島大島灯台 三重県北牟婁郡紀北町（大島）
- 田曽埼灯台 三重県度会郡南伊勢町（田曽埼）
- 島ケ埼灯台 三重県鳥羽市（答志島島ケ埼）
- 島勝灯台 三重県北牟婁郡紀北町（中ノ鼻）
- 投石灯台 三重県尾鷲港（投石）
- 桃頭島灯台 三重県尾鷲市（桃頭島）
- 奈屋浦中ノ島灯台 三重県度会郡南伊勢町（奈屋浦中ノ島）
- 二木島灯台 三重県熊野市（英虞埼）
- 麦埼灯台 三重県志摩市（麦埼）
- 尾南曽鼻灯台 三重県尾鷲市（尾南曽鼻）
- 浜島港灯台 三重県浜島港（大矢取）
- 米島灯台 三重県度会郡大紀町（米島）
- 揖斐川口灯台 三重県桑名市（揖斐川導流堤外端）
- 贄崎灯台 三重県津港（贄崎）

## 防波堤灯台

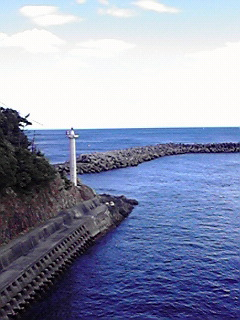
片田港南防波堤灯台

- 村松港第二東防波堤灯台 三重県伊勢市（村松港第二東防波堤外端）
- 豊北港西防波堤灯台 三重県伊勢市（豊北港西防波堤外端）
- 豊北港東防波堤灯台 三重県伊勢市（豊北港東防波堤外端）
- 引本港防波堤灯台 三重県引本港（防波堤外端）
- 宇治山田港大湊防波堤灯台 三重県宇治山田港（大湊防波堤外端）
- 古泊港防波堤灯台 三重県熊野市（古泊港防波堤外端）
- 甫母港防波堤灯台 三重県熊野市（甫母港防波堤外端）
- 遊木港B南防波堤灯台 三重県熊野市（遊木港B南防波堤外端）
- 遊木港防波堤灯台 三重県熊野市（遊木港防波堤外端）
- 五ケ所港宿田曽沖防波堤灯台 三重県五ケ所港（宿田曽沖防波堤西端）
- 礫浦港防波堤灯台 三重県五ケ所港（礫浦港防波堤外端）
- 四日市港東防波堤北灯台 三重県四日市港（東防波堤北端）
- 四日市港防波堤灯台 三重県四日市港第1区（防波堤外端）
- 磯津港南防波堤灯台 三重県四日市港第2区（磯津港南防波堤外端）
- 四日市港船だまり西防波堤灯台 三重県四日市港第3区（船だまり西防波堤外端）
- 四日市港東防波堤南灯台 三重県四日市港第3区（東防波堤南端）
- 安乗港沖防波堤東灯台 三重県志摩市（安乗港沖防波堤東端）
- 安乗港弁天防波堤灯台 三重県志摩市（安乗港弁天防波堤外端）
- 安乗埼大倉島消波堤灯台 三重県志摩市（安乗埼大倉島消波堤外端）
- 間崎港東防波堤灯台 三重県志摩市（間崎港東防波堤外端）
- 御座港西防波堤灯台 三重県志摩市（御座港西防波堤外端）
- 甲賀港第一防波堤灯台 三重県志摩市（甲賀港第一防波堤外端）
- 的矢港渡鹿野東防波堤灯台 三重県志摩市（的矢港渡鹿野東防波堤外端）
- 片田港南防波堤灯台 三重県志摩市（片田港南防波堤外端）
- 和具港沖防波堤灯台 三重県志摩市（和具港沖防波堤外端）
- 和具港東防波堤灯台 三重県志摩市（和具港東防波堤外端）
- 松阪港東防波堤灯台 三重県松阪港（東防波堤外端）
- 猟師港外防波堤灯台 三重県松阪港（猟師港外防波堤外端）
- 松ケ崎港外防波堤灯台 三重県松阪市（松ケ崎港外防波堤外端）
- 千代崎港南防波堤灯台 三重県千代崎港（南防波堤外端）
- 大淀港北防波堤灯台 三重県多気郡明和町（大淀港北防波堤外端）
- 河和港南防波堤灯台 三重県知多郡美浜町（河和港南防波堤外端）
- 長島港西長島地区防波堤灯台 三重県長島港（西長島地区防波堤外端）
- 長島港防波堤灯台 三重県長島港（防波堤外端）
- 鳥羽港小浜南防波堤灯台 三重県鳥羽港（小浜南防波堤外端）
- 鳥羽港東防波堤灯台 三重県鳥羽港（東防波堤外端）
- 国崎港南防波堤灯台 三重県鳥羽市（国崎港南防波堤外端）
- 鳥羽坂手港1号防波堤灯台 三重県鳥羽市（坂手港1号防波堤外端）
- 鳥羽坂手港南防波堤灯台 三重県鳥羽市（坂手港南防波堤外端）
- 神島港北防波堤灯台 三重県鳥羽市（神島港北防波堤外端）
- 菅島港3号北防波堤灯台 三重県鳥羽市（菅島港3号北防波堤外端）
- 菅島港北防波堤灯台 三重県鳥羽市（菅島港北防波堤外端）
- 石鏡港2号防波堤灯台 三重県鳥羽市（石鏡港2号防波堤外端）
- 相差港東防波堤灯台 三重県鳥羽市（相差港東防波堤外端）
- 的矢港相差西防波堤灯台 三重県鳥羽市（的矢港相差西防波堤外端）
- 桃取港東防波堤灯台 三重県鳥羽市（桃取港東防波堤外端）
- 桃取港北防波堤灯台 三重県鳥羽市（桃取港北防波堤外端）
- 答志港1号防波堤灯台 三重県鳥羽市（答志港1号防波堤外端）
- 答志港南防波堤灯台 三重県鳥羽市（答志港南防波堤外端）
- 答志和具港南防波堤灯台 三重県鳥羽市（答志和具港南防波堤外端）
- 安楽島港東防波堤灯台 三重県鳥羽市安楽島町（安楽島港東防波堤外端）
- 津港阿漕浦中防波堤灯台 三重県津港（阿漕浦中防波堤外端）
- 津港伊倉津防波堤灯台 三重県津港（伊倉津防波堤外端）
- 津港北防波堤灯台 三重県津港（北防波堤外端）
- 東千里河芸マリーナ導流堤灯台 三重県津市（河芸マリーナ導流堤外端）
- 香良洲港南防波堤灯台 三重県津市（香良洲港南防波堤外端）
- 白塚港南防波堤灯台 三重県津市（白塚港南防波堤外端）
- 錦港防波堤灯台 三重県度会郡大紀町（錦港向井防波堤外端）
- 錦港西防波堤灯台 三重県度会郡大紀町（錦港西防波堤外端）
- 錦港東外防波堤灯台 三重県度会郡大紀町（錦港東外防波堤外端）
- 阿曽浦港防波堤灯台 三重県度会郡南伊勢町（阿曽浦港防波堤外端）
- 吉津港北防波堤灯台 三重県度会郡南伊勢町（吉津港北防波堤外端）
- 古和浦港A防波堤灯台 三重県度会郡南伊勢町（古和浦港A防波堤外端）
- 相賀浦港防波堤灯台 三重県度会郡南伊勢町（相賀浦港防波堤外端）
- 奈屋浦港西防波堤灯台 三重県度会郡南伊勢町（奈屋浦港西防波堤外端）
- 奈屋浦港東防波堤灯台 三重県度会郡南伊勢町（奈屋浦港東防波堤外端）
- 贄浦港B防波堤灯台 三重県度会郡南伊勢町（贄浦港B防波堤外端）
- 贄浦港西防波堤灯台 三重県度会郡南伊勢町（贄浦港西防波堤外端）
- 鵜殿港東防波堤北灯台 三重県南牟婁郡鵜殿村（鵜殿港東防波堤北端）
- 鵜殿港南防波堤灯台 三重県南牟婁郡鵜殿村（鵜殿港南防波堤外端）
- 波切港東防波堤灯台 三重県波切港（東防波堤外端）
- 波切港北防波堤灯台 三重県波切港（北防波堤外端）
- 尾鷲港行野浦北防波堤灯台 三重県尾鷲港（行野浦北防波堤外端）
- 尾鷲港大曽根浦東防波堤灯台 三重県尾鷲港（大曽根浦東防波堤外端）
- 尾鷲港第一防波堤灯台 三重県尾鷲港（第一防波堤外端）
- 尾鷲港第二防波堤灯台 三重県尾鷲港（第二防波堤外端）
- 梶賀港北防波堤灯台 三重県尾鷲市（梶賀港北防波堤外端）
- 三木浦第一防波堤灯台 三重県尾鷲市（三木浦第一防波堤外端）
- 早田港東防波堤灯台 三重県尾鷲市（早田港東防波堤外端）
- 浜島港北防波堤灯台 三重県浜島港（北防波堤外端）
- 海野浦港西防波堤灯台 三重県北牟婁郡紀北町（海野浦港西防波堤外端）
- 紀伊三浦港防波堤灯台 三重県北牟婁郡紀北町（三浦港防波堤外端）
- 島勝港第一防波堤灯台 三重県北牟婁郡紀北町（島勝港第一防波堤外端）
- 島勝港第二防波堤灯台 三重県北牟婁郡紀北町（島勝港第二防波堤外端）
- 白浦港東防波堤灯台 三重県北牟婁郡紀北町（白浦港東防波堤外端）
- 若松港南防波堤灯台 三重県鈴鹿市（若松港南防波堤外端）
- 白子港新南防波堤西灯台 三重県鈴鹿市（白子港新南防波堤西端）
- 白子港新南防波堤東灯台 三重県鈴鹿市（白子港新南防波堤東端）
- 白子港南沖防波堤西灯台 三重県鈴鹿市（白子港南沖防波堤西端）
- 白子港南防波堤灯台 三重県鈴鹿市（白子港南防波堤外端)
- 鈴鹿港南防波堤灯台 三重県鈴鹿市（鈴鹿港南防波堤外端)

## 導灯
- 鳥羽導灯（前灯） 三重県鳥羽市（日和山）
- 鳥羽導灯（後灯） 三重県鳥羽市（前灯の南西方約200メートル）
- 松阪港導灯（前灯）三重県松阪市（松阪港東防波堤灯台の南南西方約710メートル）
- 松阪港導灯（後灯）三重県松阪市（前灯の南南西方約34メートル）
- 四日市港管理組合叢ヶ浦第2号導灯（後灯） 三重県四日市港第3区（前灯の西方約125メートル）
- 四日市港管理組合霞ケ浦第2号導灯（前灯） 三重県四日市港第3区（富洲原灯台（三重県四日市港富双ふ頭北東端）の東北東方約1.0キロメートル）
- 四日市港管理組合霞ケ浦第2号導灯（後灯） 三重県四日市港第3区（前灯の西方約130メートル）
- 四日市港管理組合霞ケ浦第1号導灯（前灯） 三重県四日市港第3区（富洲原灯台（三重県四日市港富双ふ頭北東端）の東北東方約1.7キロメートル）
- 四日市港管理組合霞ケ浦第1号導灯（後灯） 三重県四日市港第3区（前灯の西方約240メートル）

## 照射灯
- 岩井埼矢摺島照射灯 三重県志摩市（岩井埼）
- 山ノ神鼻月島照射灯 三重県志摩市（山ノ神鼻）
- 神島コズカミ礁照射灯 三重県鳥羽市神島町（神島灯台）2012年11月9日廃止
- 退治埼八十島照射灯 三重県志摩市（退治埼）
- 大王埼大王岩照射灯 三重県志摩市（大王埼ディファレンシャルGPS局）
- 桃頭島瀬元照射灯 三重県尾鷲市（桃頭島西側）
- 名田ミヤウジ島照射灯 三重県志摩市（名田）

## 灯標
- ミヨジノ瀬灯標 三重県度会郡南伊勢町（吉津灯台の南南東方約2.0キロメートル）
- 引本港神宮島灯標 三重県引本港（神宮島）
- 丸山埼灯標 丸山埼（三重県鳥羽市坂手島）の東方約70メートル
- 五ヶ所港曽根瀬灯標 三重県五ケ所港（曽根瀬）
- 五ケ所港曽根瀬灯標 三重県五ケ所港（曽根瀬）
- 四日市港第二航路第1号灯標 三重県四日市港第３区（四日市港東防波堤北灯台の東方約1.2キロメートル）
- 四日市港第二航路第2号灯標 三重県四日市港第３区（四日市港東防波堤北灯台の東北東方約1.3キロメートル）
- 瀬木寄瀬東方灯標 神島灯台（三重県鳥羽市（神島北東端））の南南東方約5.3キロメートル
- 誓願島灯標 三重県鳥羽港（誓願島）
- 前長瀬灯標 菅島灯台（三重県鳥羽市）の南南西方約6.0キロメートル
- 大長磯灯標 麦埼灯台（三重県志摩市）の南西方約2.1キロメートル
- 的矢港沖瀬灯標 三重県志摩市（的矢港沖瀬）
- 桃取水道大村島灯標 神前灯台（三重県伊勢市）の北東方約1.0キロメートル
- 布施田灯標 麦埼灯台（三重県志摩市）の西南西方約4.0キロメートル
- 矢取ノ瀬灯標 大鼻灯台（三重県志摩市）の西北西方約2.0キロメートル

## 灯浮標
- イチ島灯浮標 麦埼灯台（三重県志摩市）の西南西方約2.2キロメートル
- カツオビラシ灯浮標 見江島灯台（三重県度会郡南伊勢町）の北東約2.2キロメートル
- コズカミ礁灯浮標 神島灯台（三重県鳥羽市）の東北東方約1.6キロメートル
- コヅカミ礁灯浮標 神島灯台（三重県鳥羽市（神島北東端))の東北東方約1.6キロメートル
- タナバシ灯浮標 石鏡灯台（三重県鳥羽市）の東北東方約670メートル
- ニグチノ島沖灯浮標 長島港大石灯台（三重県北牟婁郡紀北町）の南南東方約2.1キロメートル
- ヨザキノ瀬灯浮標 吉津灯台（三重県度会郡南伊勢町）の東北東方約290メートル
- ヨセマル灯浮標 菅島灯台（三重県鳥羽市）の南南西方約3.4キロメートル
- 伊勢湾沖ノ瀬灯浮標 神島灯台（三重県鳥羽市（神島北東端））の北北西方約9.2キロメートル
- 伊勢湾口波浪観測仮設灯浮標 神島灯台（三重県鳥羽市）の南南西方役4.0キロメートル
- 伊勢湾第1号灯浮標 神島灯台（三重県鳥羽市）の東南東方約7.7キロメートル
- 伊勢湾第2号灯浮標 神島灯台（三重県鳥羽市）の東南東方約4.2キロメートル
- 伊良湖水道航路第3号灯浮標 神島灯台（三重県鳥羽市）の北方約2.7キロメートル
- 割亀島南灯浮標 三重県尾鷲港内（投石灯台の北西方約800メートル）
- 間ノ七島灯浮標 菅島灯台（三重県鳥羽市（菅島北東端))の北北西方約1.5キロメートル
- 丸山出シ灯浮標 神島灯台（三重県鳥羽市）の北北東方約1.7キロメートル
- 錦波カブリ灯浮標 米島灯台（三重県度会郡大紀町）の南西方約1.1キロメートル
- 錦波カブリ灯浮標 米島灯台（三重県度会郡大紀町）の南西方約1.1キロメートル
- 桑名沖波高観測灯浮標 桑名港灯台（三重県桑名市）の南南東方約4.2キロメートル
- 五ケ所港宿田曽灯浮標 三重県五ケ所港内（田曽埼灯台の北北西方約1.4キロメートル）
- 三木埼南方波浪観測灯浮標 三木埼灯台（三重県尾鷲市）の南方約8.0キロメートル
- 四丈北東方灯浮標 麦埼灯台（三重県志摩市）の西南西方約3.3キロメートル
- 四日市港霞ケ浦第10号灯浮標 三重県四日市港第3区内（富洲原灯台の南東方約1.8キロメートル）
- 四日市港霞ヶ浦第12号灯浮標 三重県四日市港第3区内（富洲原灯台の南南東方約1.2キロメートル）
- 四日市港霞ケ浦第12号灯浮標 三重県四日市港第3区内（富洲原灯台の南方約910メートル）
- 四日市港霞ケ浦第1号灯浮標 三重県四日市港第3区内（富洲原灯台の東南東方約4.1キロメートル）
- 四日市港霞ケ浦第2号灯浮標 三重県四日市港第3区内（富洲原灯台の東南東方約4.3キロメートル）
- 四日市港霞ヶ浦第3号灯浮標 三重県四日市港内（富洲原灯台の東南東方約3.7キロメートル）
- 四日市港霞ケ浦第3号灯浮標 三重県四日市港第3区内（富洲原灯台の東南東方約3.7キロメートル）
- 四日市港霞ケ浦第4号灯浮標 三重県四日市港内（富洲原灯台の東南東方約3.2キロメートル）
- 四日市港霞ヶ浦第4号灯浮標　 三重県四日市港内（富洲原灯台の東南東方約3.2キロメートル）
- 四日市港霞ヶ浦第5号灯浮標 三重県四日市港第3区内（富洲原灯台の南東方約2.9キロメートル）
- 四日市港霞ケ浦第6号灯浮標 三重県四日市港第3区内（富洲原灯台の東南東方約2.5キロメートル）
- 四日市港霞ケ浦第7号灯浮標 三重県四日市港第3区内（富洲原灯台の南東方約2.3キロメートル）
- 四日市港霞ヶ浦第8号灯浮標 三重県四日市港第3区内（富洲原灯台の南東方約1.8キロメートル）
- 四日市港霞ケ浦第9号灯浮標 三重県四日市港第3区内（富洲原灯台の南東方約2.3キロメートル）
- 四日市港霞ケ浦中央灯浮標 三重県四日市港内（富洲原灯台の東南東方約6.0キロメートル）
- 四日市港午起第2号灯浮標 三重県四日市港第3区内（四日市港東防波堤南灯台の西方約210メートル）
- 四日市港午起第3号灯浮標 三重県四日市港第3区内（四日市港東防波堤南灯台の北西方約1.1キロメートル）
- 四日市港午起第4号灯浮標 三重県四日市港第3区内（四日市港東防波堤南灯台の北西方約1.2キロメートル)
- 四日市港午起第6号灯浮標 三重県四日市港第3区内（四日市港東防波堤南灯台の北北西方約1.5キロメートル)
- 四日市港第1号灯浮標 三重県四日市港第3区内（四日市港東防波堤南灯台の東南東方約1.4キロメートル）
- 四日市港第2号灯浮標 三重県四日市港第3区内（四日市港東防波堤南灯台の東南東方約1.3キロメートル）
- 四日市港第3号灯浮標 三重県四日市港第3区内（四日市港東防波堤南灯台の南南東方約590メートル）
- 四日市港第4号灯浮標 三重県四日市港第3区内（四日市港東防波堤南灯台の南東方約250メートル）
- 四日市港第5号灯浮標 三重県四日市港第1区内（四日市港東防波堤南灯台の西南西方約740メートル）
- 四日市港第5号灯浮標　 三重県四日市港内（四日市港東防波堤南灯台の西南西方約740メートル）
- 四日市港第6号灯浮標 三重県四日市港第1区内（四日市港東防波堤南灯台の西南西方約450メートル）
- 四日市港第6号灯浮標　 三重県四日市港内（四日市港東防波堤南灯台の西南西方約450メートル）
- 四日市港第7号灯浮標 三重県四日市港第1区内（四日市港東防波堤南灯台の西南西方約1.1キロメートル)
- 四日市港第一航路西方灯浮標 三重県四日市港第1区内（四日市港東防波堤南灯台の西南西方約1.1キロメートル）
- 四日市港第一航路第1号灯浮標 三重県四日市港第3区内（四日市港東防波堤南灯台の東南東方約1.4キロメートル）
- 四日市港第一航路第2号灯浮標 三重県四日市港第3区内（四日市港東防波堤南灯台の東南東方約1.3キロメートル）
- 四日市港第一航路第3号灯浮標 三重県四日市港第3区内（四日市港東防波堤南灯台の南南東方約590メートル）
- 四日市港第一航路第4号灯浮標 三重県四日市港第3区内（四日市港東防波堤南灯台の南東方約250メートル）
- 四日市港第一航路第5号灯浮標 三重県四日市港第1区内（四日市港東防波堤南灯台の西南西方約740メートル）
- 四日市港第一航路第6号灯浮標 三重県四日市港第1区内（四日市港東防波堤南灯台の西南西方約450メートル）
- 四日市港第三航路沖灯浮標 三重県四日市港第3区内（富洲原灯台の東南東方約6.0キロメートル）
- 四日市港第三航路第1号灯浮標 三重県四日市港第3区内（富洲原灯台の東南東方約4.2キロメートル）
- 四日市港第三航路第2号灯浮標 三重県四日市港第3区内（富洲原灯台の東南東方約4.3キロメートル）
- 四日市港第三航路第3号灯浮標 三重県四日市港第3区内（富洲原灯台の東南東方約3.7キロメートル）
- 四日市港第三航路第4号灯浮標 三重県四日市港第3区内（富洲原灯台の東南東方約3.6キロメートル）
- 四日市港第三航路第5号灯浮標 三重県四日市港第3区内（富洲原灯台の南東方約2.8キロメートル）
- 四日市港第三航路第6号灯浮標 三重県四日市港第3区内（富洲原灯台の東南東方約2.5キロメートル）
- 四日市港第三航路第7号灯浮標 三重県四日市港第3区内（富洲原灯台の南東方約2.8キロメートル）
- 四日市港第三航路第8号灯浮標 三重県四日市港第3区内（富洲原灯台の東南東方約2.5キロメートル）
- 四日市港第二航路西方灯浮標 三重県四日市港第3区内（四日市港東防波堤北灯台の西方約820メートル）
- 四日市港第二航路第1号灯浮標 三重県四日市港第3区（四日市港東防波堤北灯台の東方約1.2キロメートル）
- 四日市港第二航路第2号灯浮標 三重県四日市港第3区内（四日市港東防波堤北灯台の東北東方約1.3キロメートル）
- 四日市港第二航路第3号灯浮標 三重県四日市港第3区内（四日市港東防波堤北灯台の北方約110メートル）
- 四日市港第二航路第4号灯浮標 三重県四日市港第3区内（四日市港東防波堤北灯台の北方約510メートル)
- 四日市港富双第1号灯浮標 三重県四日市港第3区（富洲原灯台の東南東方約1.9キロメートル）
- 四日市港富双第2号灯浮標 三重県四日市港第3区（四日市港東防波堤北灯台の北北東方約4.0キロメートル）
- 四日市港富双第3号灯浮標 三重県四日市港第3区（四日市港東防波堤北灯台の北方約4.0キロメートル）
- 四日市港富双第4号灯浮標 三重県四日市港第3区（四日市港東防波堤北灯台の北方約4.1キロメートル）
- 住吉ノ瀬灯浮標 大鼻灯台（三重県志摩市）の西北西方約1.4キロメートル
- 松阪港第2号灯浮標 三重県松阪港（松阪港東防波堤灯台の北北東方約720メートル）
- 瀬木寄瀬東方灯浮標 神島灯台（三重県鳥羽市）の南南東方約5.3キロメートル
- 中部電力川越火力A仮設灯浮標 四日市港東防波堤北灯台（三重県四日市市）の北東方約4.7キロメートル
- 中部電力川越火力B仮設灯浮標 三重県四日市港内（四日市港東防波堤北灯台の北東方約4.1キロメートル）
- 中部電力川越火力C仮設灯浮標 三重県四日市港内（四日市港東防波堤北灯台の北北東方約3.8キロメートル）
- 長島イ島灯浮標 長島大島灯台（三重県北牟婁郡紀北町）の北西方約3.4キロメートル
- 的矢港灯浮標 安乗埼灯台（三重県志摩市）の西北西方約1.6キロメートル
- 的矢港弥右エ門出シ灯浮標 安乗埼灯台（三重県志摩市）の北西方約1.3キロメートル
- 渡リ黒ミ灯浮標 麦埼灯台（三重県志摩市）の西方約2.9キロメートル
- 尾鷲港人瀬灯浮標 三重県尾鷲港内（投石灯台の南西方約650メートル）
- 浜島港大矢取沖灯浮標 三重県浜島港（浜島港灯台の東方約340メートル）
- 浜島港灯浮標 三重県浜島港（浜島港灯台の北方約740メートル）

## 橋梁灯
- 霞共同午起霞連絡配管橋橋梁灯（C2灯） 三重県四日市港第3区内（四日市港東防波堤北灯台の西北西方約2.0キロメートル）
- 霞共同午起霞連絡配管橋橋梁灯（L2灯） 霞共同午起霞連絡配管橋橋梁灯（C2灯）の南南西方約55メートル
- 霞共同午起霞連絡配管橋橋梁灯（P2灯） 霞共同午起霞連絡配管橋橋梁灯（C2灯）の南南西方約66メートル
- 霞共同午起霞連絡配管橋橋梁灯（P4灯） 霞共同午起霞連絡配管橋橋梁灯（C2灯）の北北東方約66メートル
- 霞共同午起霞連絡配管橋橋梁灯（R2灯） 霞共同午起霞連絡配管橋橋梁灯（C2灯）の北北東方約55メートル
- 中部電力午起霞連絡配管橋橋梁灯（C1灯） 三重県四日市港第3区内（四日市港東防波堤北灯台の西北西方約2.0キロメートル）
- 中部電力午起霞連絡配管橋橋梁灯（L1灯） 中部電力午起霞連絡配管橋橋梁灯（C1灯）の南南西方約55メートル
- 中部電力午起霞連絡配管橋橋梁灯（P1灯） 中部電力午起霞連絡配管橋橋梁灯（C1灯）の南南西方約66メートル
- 中部電力午起霞連絡配管橋橋梁灯（P3灯） 中部電力午起霞連絡配管橋橋梁灯（C1灯）の北北東方約66メートル
- 中部電力午起霞連絡配管橋橋梁灯（R1灯） 中部電力午起霞連絡配管橋橋梁灯（C1灯）の北北東方約55メートル
- 中部電力川越火力LNG受入桟橋橋梁灯（C1灯） 三重県四日市港第3区内（四日市港東防波堤北灯台の北北東方約4.7キロメートル）
- 中部電力川越火力LNG受入桟橋橋梁灯（C2灯） 三重県四日市港第3区内（四日市港東防波堤北灯台の北北東方約4.7キロメートル）
- 中部電力川越火力LNG受入桟橋橋梁灯（L1灯） 中部電力川越火力LNG受入桟橋橋梁灯（C1灯）の南南東方約10メートル
- 中部電力川越火力LNG受入桟橋橋梁灯（L2灯） 中部電力川越火力LNG受入桟橋橋梁灯（C2灯）の南南東方約10メートル
- 中部電力川越火力LNG受入桟橋橋梁灯（P1灯） 中部電力川越火力LNG受入桟橋橋梁灯（C1灯）の南南東方約16メートル
- 中部電力川越火力LNG受入桟橋橋梁灯（P2灯） 中部電力川越火力LNG受入桟橋橋梁灯（C2灯）の南南東方約15メートル
- 中部電力川越火力LNG受入桟橋橋梁灯（P3灯） 中部電力川越火力LNG受入桟橋橋梁灯（C1灯）の北北西方約16メートル
- 中部電力川越火力LNG受入桟橋橋梁灯（P4灯） 中部電力川越火力LNG受入桟橋橋梁灯（C2灯）の北北西方約15メートル
- 中部電力川越火力LNG受入桟橋橋梁灯（R1灯） 中部電力川越火力LNG受入桟橋橋梁灯（C1灯）の北北西方約10メートル
- 中部電力川越火力LNG受入桟橋橋梁灯（R2灯） 中部電力川越火力LNG受入桟橋橋梁灯（C2灯）の北北西方約10メートル

## 無線方位信号所
- 伊勢湾口無線方位信号所 神島灯台（三重県鳥羽市）の東南東方約7.7キロメートル（伊勢湾第1号灯浮標）
- 神島無線方位信号所 三重県鳥羽市（神島灯台の西南西方約140メートル）
- 大王埼無線方位信号所 三重県志摩市（大王埼灯台）

## その他
- 英虞湾口環境モニタリングシステム施設灯 御座埼灯台（三重県志摩市）の西北西方約3.5キロメートル
- 五ケ所港南海洋牧場浮標灯 三重県五ケ所港（田曽埼灯台の西方約1.9キロメートル）
- 五ヶ所港北海洋牧場浮標灯 三重県五ヶ所港（間鼻島灯台の東方約700メートル）
- 四日市港コスモ石油シーバース灯 三重県四日市港第3区（四日市港東防波堤南灯台の東方約4.7キロメートル）
- 大王埼ディファレンシャルGPS局 三重県志摩市（大王埼）
- 錦港土砂積み出し施設指向灯 三重県度会郡紀勢町（錦港土砂積み出し施設外端）
- 錦港土砂積み出し施設灯 三重県度会郡紀勢町（錦港土砂積み出し施設外端）
- 長島港東方土砂積み出し施設灯 三重県北牟婁郡紀北町（長島港東方土砂積み出し施設外端）
- 方座浦指向灯 三重県度会郡南伊勢町（方座）